# Chorvatsko na zimních olympijských hrách
Chorvatsko na zimních olympijských hrách startuje od roku 1992. Toto je přehled účastí, medailového zisku a vlajkonošů na dané sportovní události.

## Účast na Zimních olympijských hrách
| Dějiště ZOH            | ZOH      | Vlajkonoš                   | Zlatá medaile | Stříbrná medaile | Bronzová medaile | Celkem |
| ---------------------- | -------- | --------------------------- | ------------- | ---------------- | ---------------- | ------ |
| 1992 Albertville       | ZOH 1992 | Tomislav Čižmešija          |               |                  |                  | 0      |
| 1994 Lillehammer       | ZOH 1994 | Vedran Pavlek               |               |                  |                  | 0      |
| 1998 Nagano            | ZOH 1998 | Janica Kostelićová          |               |                  |                  | 0      |
| 2002 Salt Lake City    | ZOH 2002 | Janica Kostelićová          | 3             | 1                |                  | 4      |
| 2006 Turín             | ZOH 2006 | Janica Kostelićová          | 1             | 2                |                  | 3      |
| 2010 Vancouver         | ZOH 2010 | Jakov Fak                   |               | 2                | 1                | 3      |
| 2014 Soči              | ZOH 2014 | Ivica Kostelić              |               | 1                |                  | 1      |
| 2018 Pchjongčchang     | ZOH 2018 | Natko Zrnčić-Dim            |               |                  |                  | 0      |
| 2022 Peking            | ZOH 2022 | Zrinka Ljutić Marko Skender |               |                  |                  | 0      |
| 2026 Milán             | ZOH 2026 |                             |               |                  |                  |        |
| Celkem                 | 9        |                             | 4             | 6                | 1                | 11     |
| Zdroj na Olympedia.org |          |                             |               |                  |                  |        |